# ريان تورنر
ريان تورنر (بالإنجليزية: Ryan Turner)‏ (14 مايو 1976 بتشاندلر في الولايات المتحدة - ) هو لاعب كرة قدم أمريكي في مركز الوسط. لعب مع تشارلستون بيتري وMyrtle Beach Seadawgs ‏.

## وصلات خارجية
- ريان تورنر على موقع قاعدة بيانات كرة القدم.إي يو (الإنجليزية)